# پول شیر (فیلم)
پول شیر (به انگلیسی: Milk Money) فیلمی محصول سال ۱۹۹۴ و به کارگردانی ریچارد بنجامین است. در این فیلم بازیگرانی همچون ملانی گریفیث، اد هریس، مالکوم مک‌داول، آن هیش، فیلیپ بوسکو، کیسی شیماشکو و آدام لاورگنا ایفای نقش کرده‌اند.